# Église Saint-Symphorien-les-Ponceaux d'Avrillé-les-Ponceaux
Pour les articles homonymes, voir Église Saint-Symphorien.
L'église Saint-Symphorien-les-Ponceaux d'Avrillé-les-Ponceaux est une ancienne église paroissiale affectée au culte catholique dans la commune française d'Avrillé-les-Ponceaux, dans le département d'Indre-et-Loire.
L'église, construite au XIe siècle, est inscrite comme monument historique en 1949.

## Localisation
L'église est construite dans le hameau de Saint-Symphorien-les-Ponceaux, à environ 3,5 km à l'est-nord-est du chef-lieu communal, à vol d'oiseau.

## Histoire
L'église date du XIe siècle, à l'exception de sa façade refaite au XIIe siècle.
L'édifice, ancienne église paroissiale de la commune de Saint-Symphorien-les-Ponceaux réunie à Avrillé en 1817, perd alors ce statut.
Elle est inscrite comme monument historique par arrêté du 23 septembre 1949.

## Description

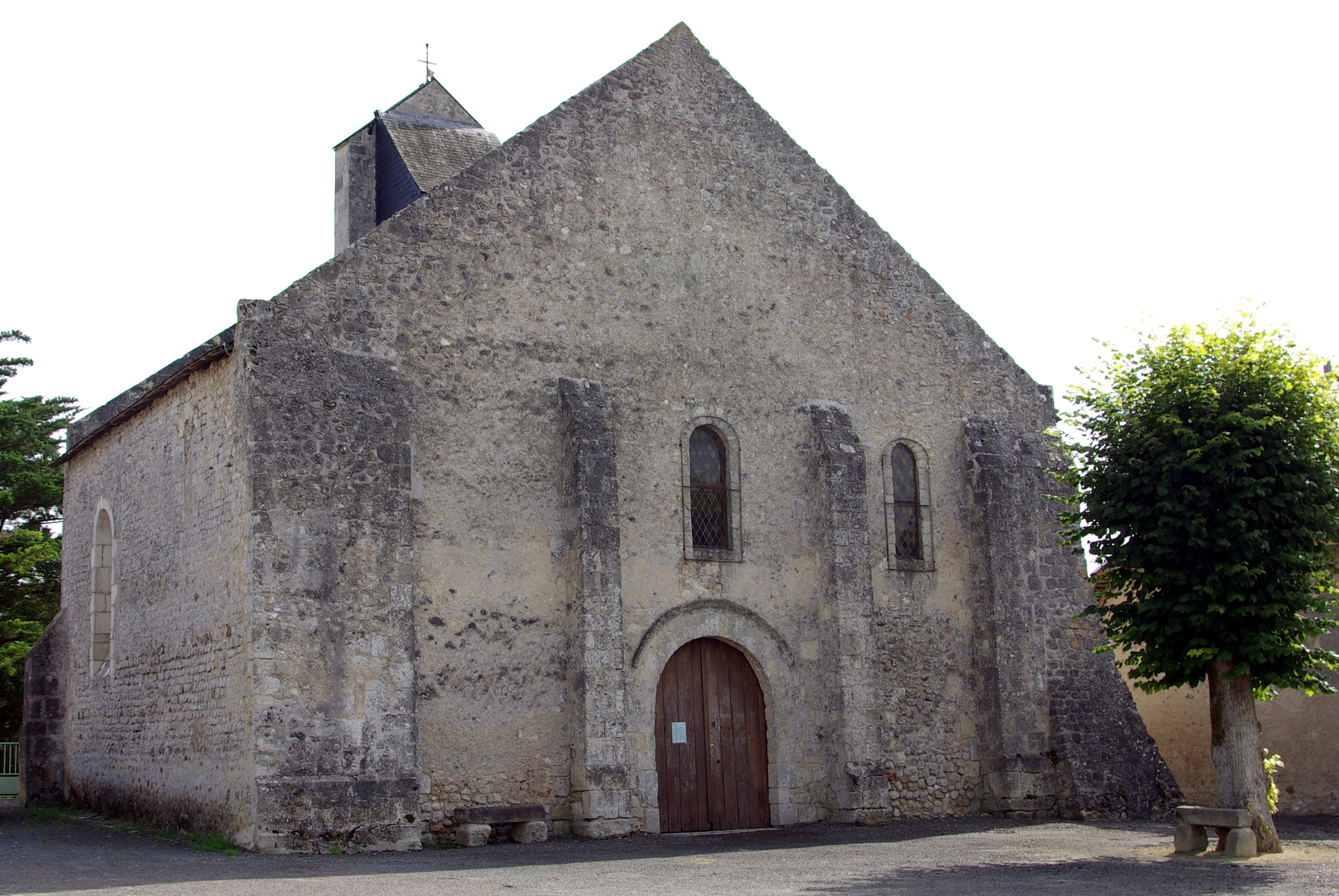
Façade.

L'église, en maçonnerie de petit appareil, excepté la façade en moyen appareil, se compose d'une nef unique de plan carré à laquelle succède un chœur plus étroit terminé par un chevet plat. Nef et chœur sont séparés par un mur de refend qui, intérieurement, est percé d'un arc en plein cintre et qui, en outre, supporte un clocher-mur.
La façade occidentale de la nef, flanquée de contreforts, s'ouvre par une porte en plein cintre accompagnée de deux baies. Les combles de l'église sont accessibles par un escaier en pierre ménagé à l'intérieur même de la nef.
Un autel, une croix d'autel accompagnée de six chandeliers, une commode de style Louis XV et deux statues, sont protégés comme objets monuments historiques.

## Pour en savoir plus